# قضاوت الهی

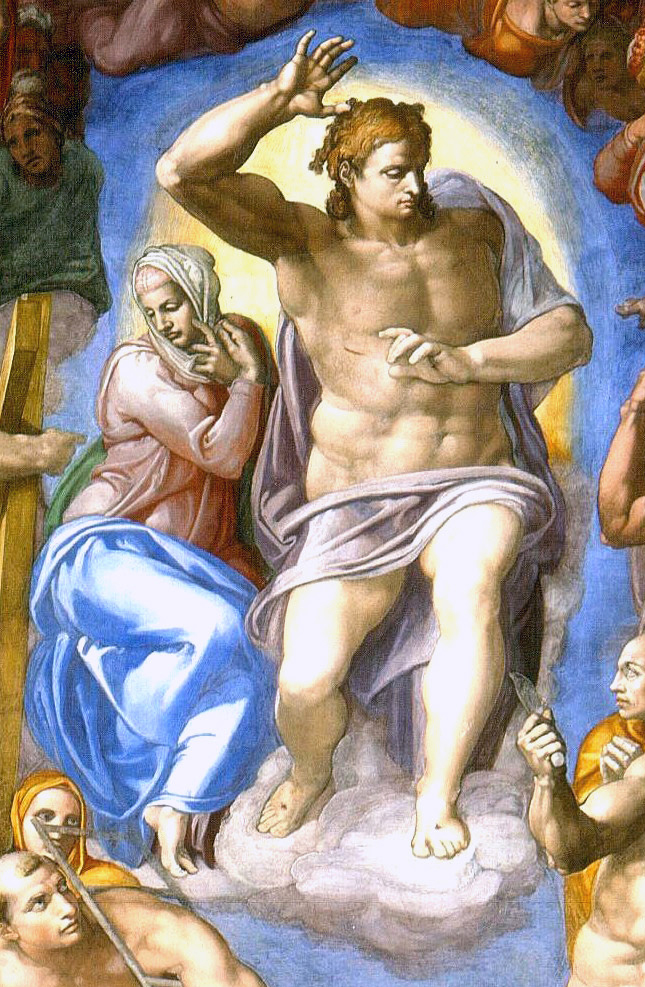
جزئیاتی از داوری نهایی (میکل‌آنژ), کلیسای سیستین

قضاوت الهی (انگلیسی: Divine judgment) به معنای قضاوت خدا یا سایر موجودات برتر و خدایان در یک مذهب یا یک اعتقاد معنوی است.

## باورهای باستانی

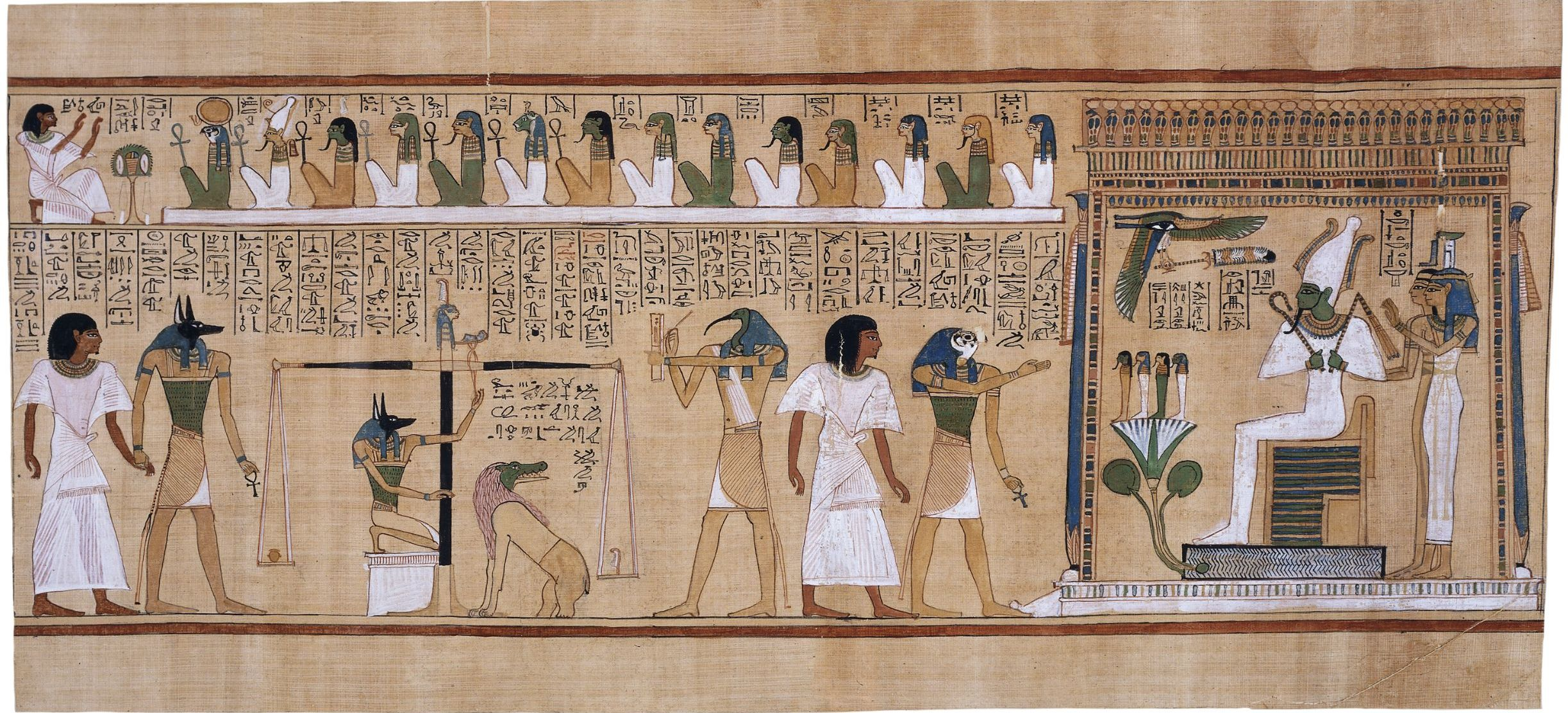
آنوبیس حونفر را به قضاوت می‌برد، جایی که قلبش با پر حقیقت سنجیده می‌شود؛ چهارده خدای بالا به ترتیب داوری می‌نشینند، با فرمانروای عالم اموات ازیریس، در کنار ایزیس و نفتیس، در سمت راست، و هیولا آموت در کنار ترازو برای بلعیدن جان کسانی که دلشان از پر سنگین تر است

گمان می‌رود سومری‌ها اولین تمدن بشری را در تاریخ جهان تشکیل داده‌اند. آنها در جنوب بین‌النهرین، بین دجله و فرات زندگی می‌کردند. در دین سومری باستان، خدای خورشید شمش (ایزد) و خواهر دوقلوی او اینانا مجریان عدالت الهی بودند.: 36–37 
اوتو به عنوان خدای خورشید، اعتقاد بر این بود که او همه چیزهایی را که در طول روز اتفاق می‌افتد می‌دید. ۱۸۴ و اعتقاد بر این بود که اینانا کسانی را که مرتکب تخلف شده‌اند شکار و مجازات می‌کند. ۱۶۲–۱۷۳ پس از اینکه در خواب توسط باغبان اسکارتودا مورد تجاوز قرار گرفت، قبل از اینکه او را ردیابی کند و بکشد، باعث ایجاد یک سری بلاها در سراسر جهان شد. او در کوهستان در داستانی دیگر، راهزن پیر بیرول را شکار کرد که شوهرش دُمجید را به قتل رسانده بود و او را به مخزن آب تبدیل کرد.۱۶۶:۱۰۹ سومری‌ها، مانند مردمان بعدی بین‌النهرین، معتقد بودند که همه فانی‌ها به یک زندگی پس از مرگ می‌روند: ایرکالا، غار سرد و تاریک در اعماق زمین. زندگی در کوا برای همه مردم پس از مرگ بدبختی بود و کاری که آنها در زندگی انجام دادند هیچ تأثیری بر نحوه رفتار آنها در زندگی پس از مرگ نداشت. همه ارواح به یک زندگی پس از مرگ می‌رفتند، برخلاف زندگی پس از مرگ مصر باستان، هیچ فرایند قضاوت یا ارزیابی برای متوفی وجود نداشت.
ایده مصری فرعون دربارهٔ قضاوت پس از مرگ با جزئیات زیاد در «کتاب مردگان» توضیح داده شده‌است. کتاب مردگان مجموعه ای رسمی است که برای کمک به مردگان برای عبور از دنیای اموات طراحی شده‌است.